# Чертополох (фильм)
«Чертополох» (англ. Ironweed) — кинофильм, драма режиссёра Эктора Бабенко. Экранизация одноимённого романа Уильяма Кеннеди. Номинации на премию «Оскар» и «Золотой глобус».

## Сюжет
Действие происходит в США во времена Великой депрессии — в течение нескольких дней в канун Хэллоуина 1938 года. Фрэнсис Фелан в прошлом известный бейсболист, ныне бомж и алкоголик. Фрэнсис возвращается в Олбани, откуда он когда-то сбежал. Двадцать лет назад его обеспеченную жизнь прервала трагедия. Сначала во время забастовки Фрэнсис убил человека и позже он, будучи пьяным, стал причиной смерти своего новорождённого сына. В Олбани Фрэнсис находит свою бывшую любовницу, бывшую певицу, ныне такую же опустившуюся, безнадёжно больную женщину Хелен Арчер, которая любит Фрэнсиса. Их приютила благотворительная ночлежка, которую содержит Реверенд Честер.
Фрэнсис вместе с другим бродягой Руди подрабатывает на кладбище, где роет могилы. В один из вечеров, после порции спиртного, его и Хелен посещают видения. Фрэнсиса преследуют воспоминания о его погибшем  ребёнке и тех, в чьей смерти он повинен. Перед Днем благодарения Фрэнсис находит свою бывшую супругу Энн и пытается наладить с ней контакт. Его уже взрослая дочь зла на отца, из-за того, что он ушел от них, и поначалу против воссоединения, но позже она, сын, жена и внук хотят, чтобы он снова был в их жизни. Фрэнсис, которого преследуют видения людей из его прошлой жизни, считает, что ничего не вернуть и после совместных воспоминаний и ужина уезжает. Концовка картины трагична: Хелен умирает в номере отеля, где ее находит Фрэнсис. Бдительные горожане избивают и выгоняют бомжей из города. Опустошённый Фрэнсис вспоминает об уютной и солнечной бывшей детской комнате, в которой его жена предлагала ему поселится в их доме.

## В ролях
- Джек Николсон — Фрэнсис Фелан
- Мерил Стрип — Хелен Арчер
- Кэрролл Бейкер — Энни Фелан
- Дайан Венора — Маргарет Фелан
- Майкл О’Киф — Билли Фелан
- Фред Гвинн — Оскар Рео
- Маргарет Уиттон — Катрин Доэрти
- Том Уэйтс — Руди
- Нейтан Лейн — Гарольд Аллен
- Джеймс Гэммон — Реверенд Честер
- Тед Ливайн — Пит Поконо

## История создания
Материалом для фильма послужила известная книга Уильяма Кеннеди, получившая Пулитцеровскую премию в 1984 году. Книгой заинтересовался бразильский режиссёр Эктор Бабенко и совместно с Кеннеди они написали сценарий. После того как идея понравилась и Джеку Николсону, независимые продюсеры Кейт Бэриш и Марсиа Насатир (компания TAFT Productions) согласились выделить бюджет и начать производство.
Фильм снимали там же где и происходят события — в Олбани. Мэрил Стрип, которая жила неподалёку, возвращалась после съёмок домой. Николсон, который набрал немного лишнего веса после «Иствикских ведьм», сгонял его прямо в ходе работы над картиной. Съёмки прошли летом 1987 года и заняли около 17 недель. Технически наиболее сложной стала сцена забастовки, в ходе которой пришлось воссоздать исторический вид города начала XX века и высыпать несколько сот тонн мусора на улицы города. Картина была выпущена к Рождеству 1987 года и провалилась в прокате едва окупив один только гонорар Джека Николсона ($5 млн). Вознаграждение Мэрил Стип оказалось примерно в два раза меньше. После того как она узнала сколько получил за картину её партнер в главной роли возмущению Мэрил не было предела. Она даже начала кампанию за уравнивание в размерах вознаграждения за фильм актёров и актрис.

## Критика
Картина получила в целом весьма прохладные отзывы. Критики нашли фильм не совсем цельным, а идею книги не донесённой до экрана без потерь. Джанет Маслин (New York Times) отозвалась о сюжете как о «скелете» без плоти. По мнению Шейлы Бенсон (Los Angeles Times) картина словно разбита на отдельные плохо связанные эпизоды. Довольно странным был выпуск картины в прокат накануне Рождества — социально сложная тематика картины совершенно этому не соответствовала, и кассовый провал был закономерен. Дэйв Кер (Chicago Tribune) назвал попытку воссоздать трущобы Олбани «диснейлендом для попрошаек», а в одеждах нищих подозрительно заметна рука костюмера.
Актёрская игра в картине оказалась на уровне, но она не спасает картину. Номинации на высокие премии вполне заслужены. Николсон попросту не может играть плохо, как отметил Керр, но этого не достаточно. Мэрил Стрип весьма убедительно создаёт образ алкоголички и прекрасно играет голосом, однако все возможности дарования Мэрил не опираются на сценарий, который не даёт им полностью раскрыться. Роджер Эберт впрочем достаточно высоко оценил «Чертополох», сравнив его с вышедшей примерно в одно время картиной «Пьянь», отдельно отметив актёрскую игру. По его мнению экранное противостояние Джека Николсона и Кэрол Бейкер как раз придало картине некоторую законченность ближе к развязке.